# Jean Marius René Guibé
Pour les articles homonymes, voir Guibé.
Jean Marius René Guibé, né le 18 février 1910 à Paris et mort le 4 mai 1999 à Caen, est un naturaliste et particulièrement herpétologiste français, professeur au Muséum national d'histoire naturelle de Paris.

## Biographie
Jean Marius René Guibé, issu d'une famille bretonne établie à Rennes, est né à Paris 4ème le 18 février 1910. C'est l'aîné de quatre enfants. Son père, médecin, est l'auteur d'une Chirurgie du thorax.

## Quelques taxons décrits
- Anodonthyla rouxae
- Boophis erythrodactylus
- Boophis laurenti
- Boophis pauliani
- Boophis williamsi
- Madecassophryne truebae
- Mantella nigricans
- Mantidactylus bertini
- Mantidactylus blanci
- Mantidactylus blommersae
- Mantidactylus domerguei
- Mantidactylus eiselti
- Mantidactylus elegans
- Mantidactylus grandisonae
- Mantidactylus klemmeri
- Mantidactylus leucomaculatus
- Mantidactylus madecassus
- Mantidactylus microtis
- Mantidactylus pauliani
- Mantidactylus pseudoasper
- Mantidactylus tricinctus
- Mantidactylus wittei
- Paradoxophyla palmata
- Phrynobatrachus alticola
- Phrynobatrachus guineensis
- Phrynobatrachus villiersi
- Platypelis alticola
- Platypelis milloti
- Platypelis tsaratananaensis
- Plethodontohyla bipunctata
- Plethodontohyla guentherpetersi
- Plethodontohyla minuta
- Plethodontohyla serratopalpebrosa
- Rhinoleptus
- Stumpffia grandis
- Stumpffia roseifemoralis
- Stumpffia tridactyla

## Hommages
Les grenouilles Boophis guibei, Mantidactylus guibei et Ptychadena guibei, le caméléon Calumma guibei et le gecko Lygodactylus guibei ont été nommés en son honneur.
Le genre Guibemantis, regroupant plusieurs espèces d'amphibiens endémiques de Madagascar, a également été nommé en référence à Jean Guibé.